# Rob Paparozzi
Rob "The Honeydripper" Paparozzi (* 14. října 1952, Newark) je americký hudebník, hráč na harmoniku a zpěvák z New Jersey. Spolupracoval s hudebníky jako Dolly Parton, George Jones, Whitney Houston, Bruce Springsteen, Dr. John, Judy Collins, Cyndi Lauper, Bobby McFerrin nebo Blood, Sweat and Tears.